# Rittergut Falkenhardt

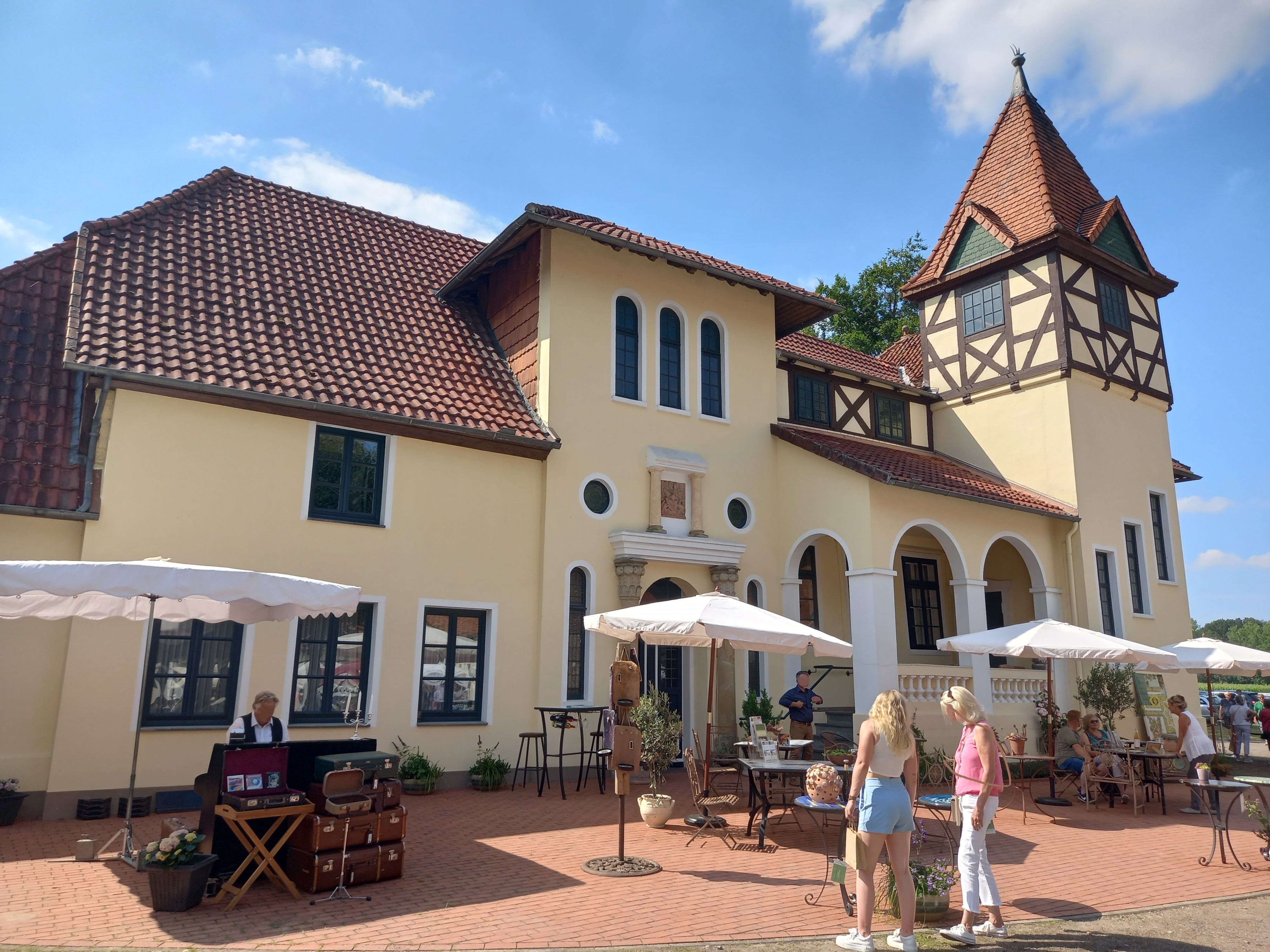
Haupthaus des ehemaligen Rittergutes

Das Rittergut Falkenhardt an der Bundesstraße 69 im Diepholzer Ortsteil Aschen stammt aus der Zeit vom 17. bis ins 20. Jahrhundert.

Seit 2015 wird es auch für Veranstaltungen genutzt. 
Die Gebäude stehen unter Denkmalschutz (siehe auch Liste der Baudenkmale in Diepholz).

## Geschichte

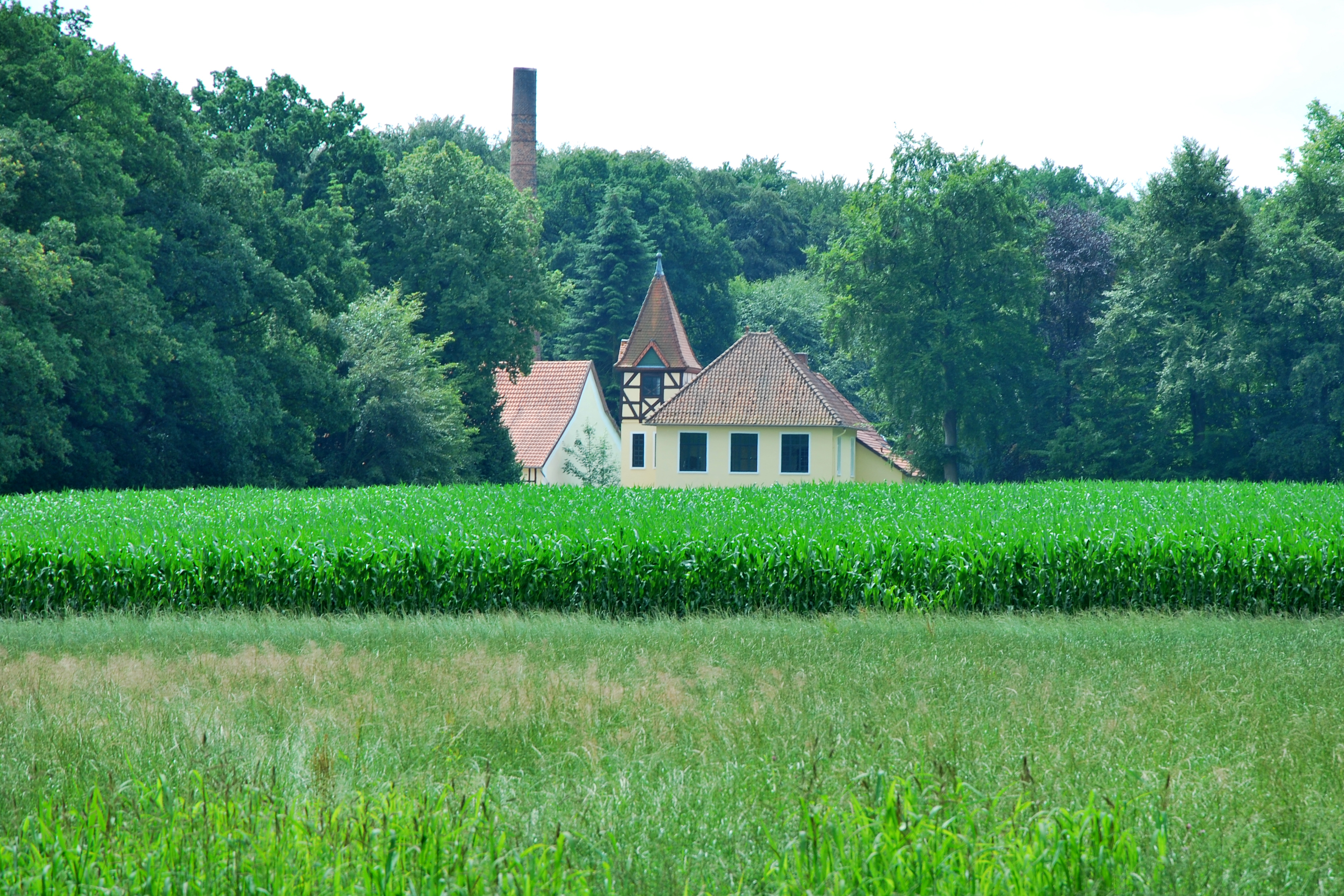
Rittergut Falkenhardt

Die vierseitige Anlage wurde Anfang des 17. Jahrhunderts als Gutshof erbaut und 1619 zum landständigen Gut (Rittergut). Sie besteht aus
- dem eineinhalbgeschossigen Herrenhaus mit Krüppel- und Walmdach, Risalit, Zwerchhaus und Arkaden,
- dem östlich angefügten Treppenturm von 1915 mit Fachwerkobergeschoss und spitzem Zeltdach,
- dem Torgebäude mit zwei dreigeschossigen runden Türmchen mit Zeltdach,
- der eingeschossigen Scheune mit Satteldach und Quereinfahrt, heute mit dem Saal,
- den zweigeschossigen Nebengebäuden mit einem dreigeschossigen Giebelrisalit und Satteldächern,
- und dem Innenhof mit einer kleinen Allee.

1608 erwarb Herzog Ernst zu Braunschweig-Lüneburg das Land und baute hier 1619 einen Gutshof. Dieser wechselte mehrfach den Eigentümer. 1945 war hier für kurze Zeit der Sitz von Feldmarschall Bernard Montgomery, Oberbefehlshaber der britischen Besatzungsmacht.
Bis 2014 war das Gut im Besitz der Familie von Wagner (u. a. Georg Freiherr von Wagner (1899–1968)), die dort die Spiritus- und Presshefefabrik Rittergut Falkenhardt betrieb. 2014 wurde das Gut an den Unternehmer Hans-Egon Fangmeier aus Heede verkauft, der es bis 2015 in eine Event Location mit u. a. Ausstellungen, Markt und Scheunensaal umwandelte.
Das Landesdenkmalamt befand: „geschichtliche Bedeutung … durch beispielhafte Ausprägung einer Gutsanlage“.
Der denkmalgeschützte Speicher Ossenbecker Straße 1 in Fachwerk war vormals Teil des Gutes.

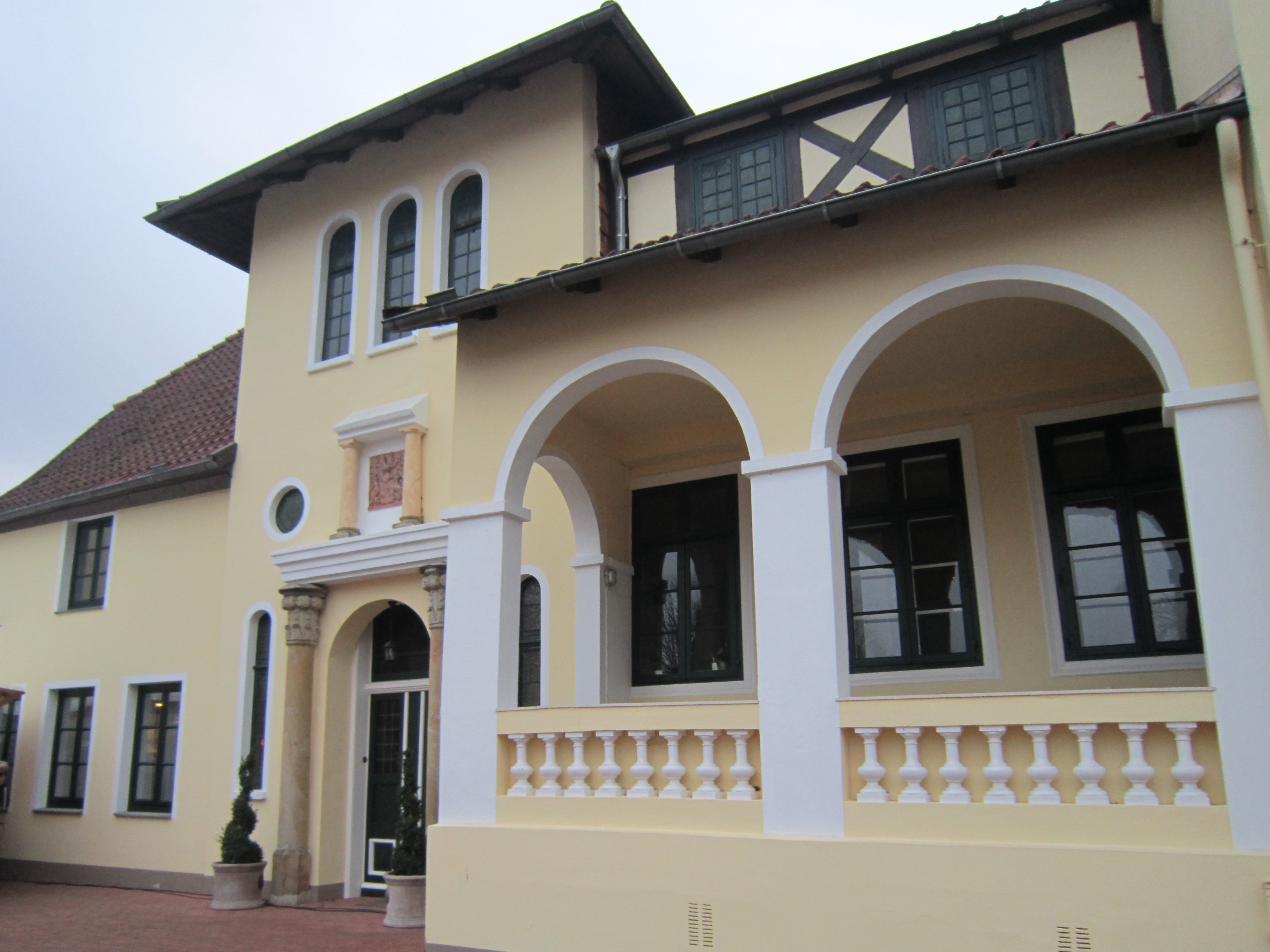
Herrenhaus
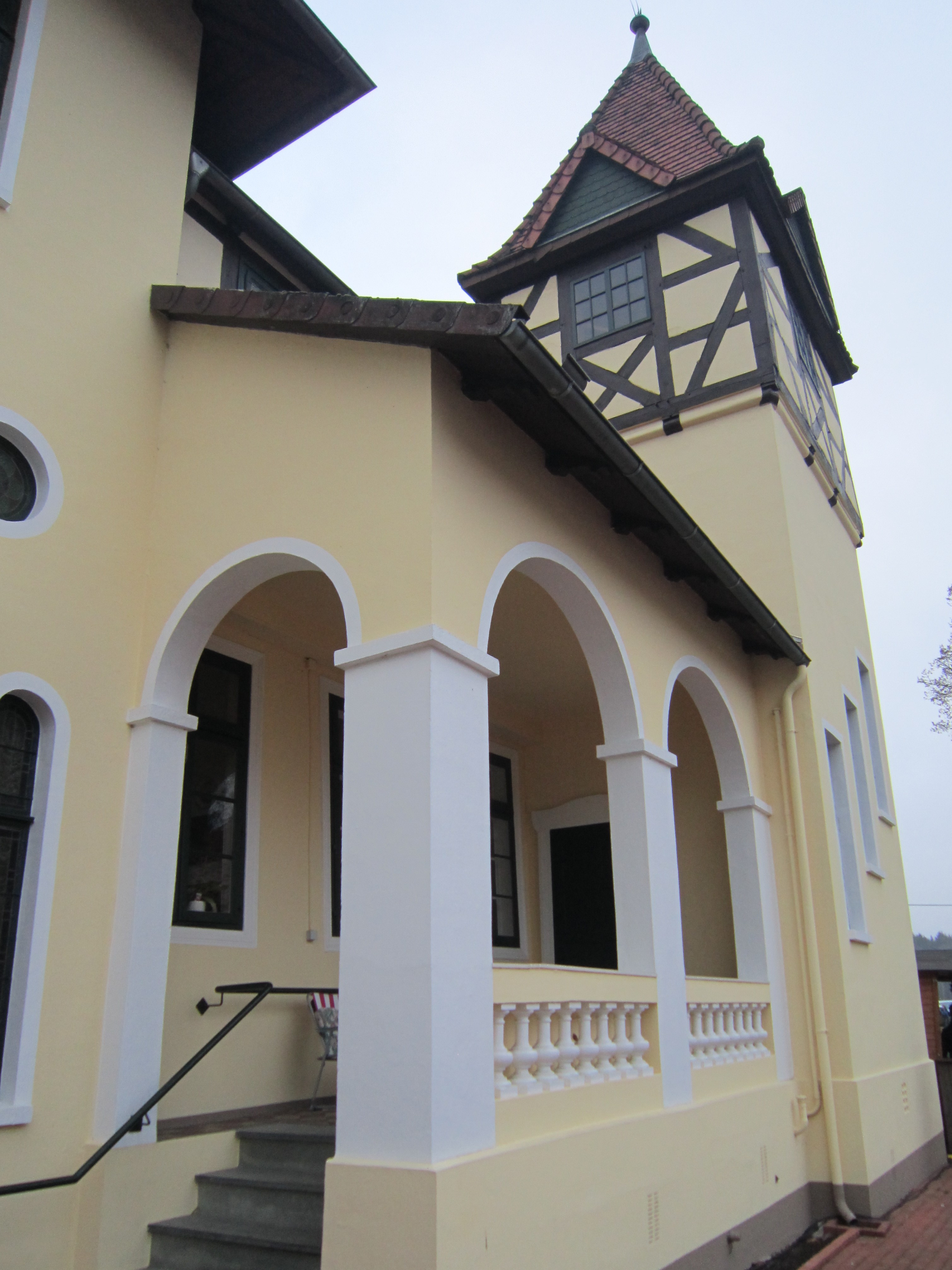
Arkade und Turm
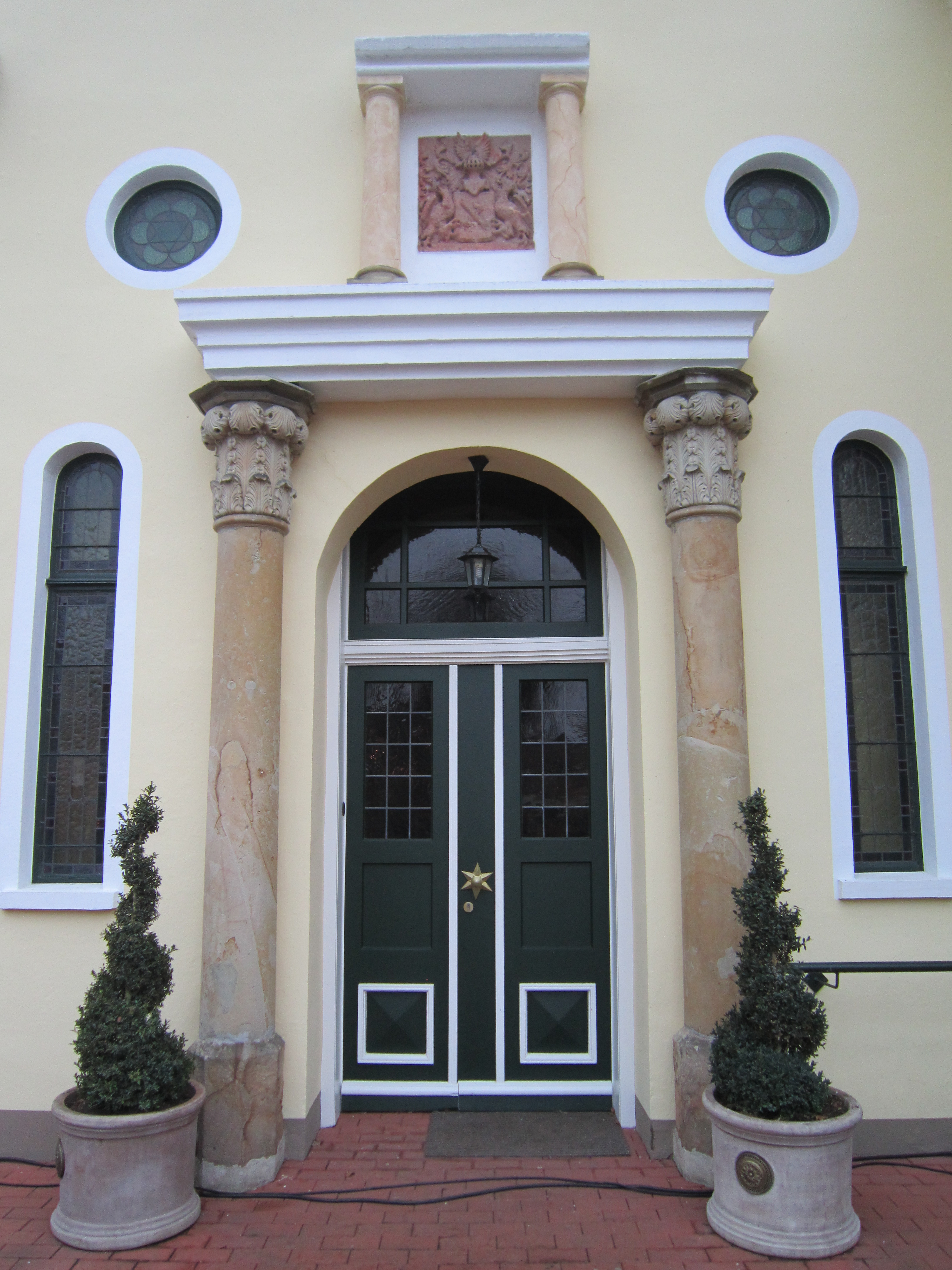
Eingangsportal
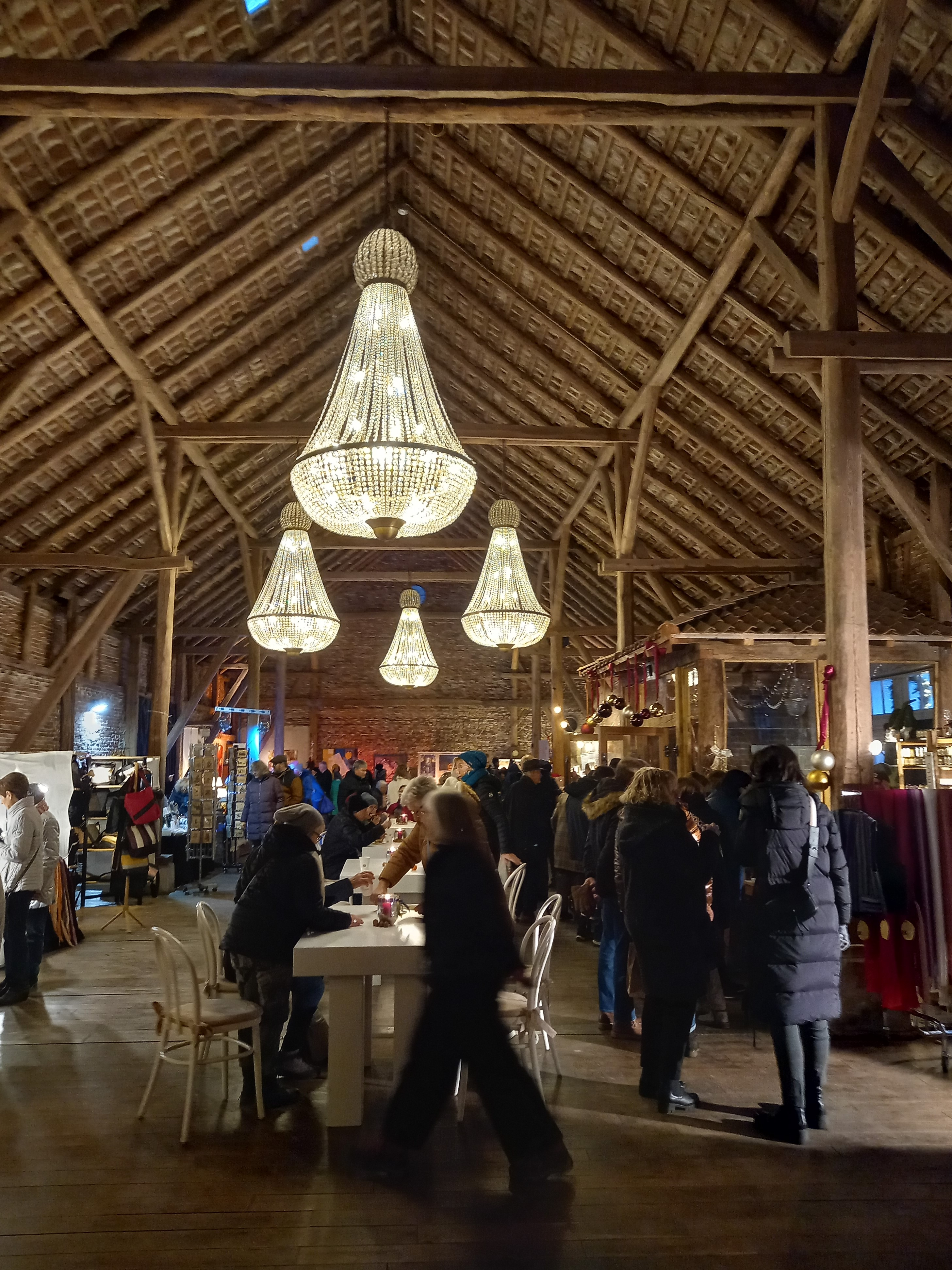
Saal